# خدمات الصحة العقلية
تشمل خدمات الصحة العقلية العلاج أو الدعم للأشخاص الذين يُعتقد أنهم يعانون من اضطرابات نفسية أو أمراض عقلية.
تعتبر ممارسة طب الأسرة في المجتمعات هي الخط الأول لتقييم ظروف الصحة العقلية، ويمكن أن يصف ممارس طب الأسرة العقاقير النفسية وأحيانًا يقدم المشورة الأساسية أو العلاج ل «الاضطرابات النفسية الشائعة». ويمكن أن تشمل الخدمات الطبية الثانوية مستشفيات الأمراض النفسية، على الرغم من أن هذه الخدمات قد تم تقييدها لصالح المستشفيات العامة، وخدمات الصحة العقلية المجتمعية القائمة على أساس محلي.
ويمكن تقديم هذه الخدمات على أساس المرضى الداخليين أو، بشكل أكثر شيوعُا، في العيادات الخارجية. قد يقدم الأطباء مجموعة من العلاجات التي تتمحور حول العقاقير النفسية، ويتم توفيرها من قبل مجموعة من المتخصصين في مجال الصحة العقلية، وخاصة الأطباء النفسيين وممرضات الصحة النفسية والعقلية. ويمكن أيضًا إشراك المتخصصين غير الطبيين، مثل علماء النفس السريري، والعاملين الاجتماعيين وأنواع مختلفة من المعالجين أو الاستشاريين. وعادة ما يرتكز فريق طبي متعدد التخصصات على العلاج المجتمعي والتدخل المبكر، ويمكن تنسيقه من خلال نظام علاج الحالات، إلى «تنسيق الخدمات»).

## خدمات العلاج الفردية
توجد العديد من الخدمات حصرُا لعلاج الاضطرابات النفسية والضائقة النفسية. ويمكن أن يقدموا العلاج النفسي التكاملي (مزيج مثالي من النهج) أو نهج معين، مثل العلاج السلوكي المعرفي.

## خدمات الرعاية الاجتماعية
غالبًا ما تشمل الخدمات المجتمعية المدعومة بالإشراف الكامل أو الجزئي، بما في ذلك المنازل في منتصف الطريق. ويقدم الأخصائيون الاجتماعيون والعمال الداعمون الدعم وحجز المرضى.

## خدمات المستهلك والناجين والمرضى الخارجيين
تقدم العديد من منظمات المستهلك والناجين والمرضى الخارجيين خدمات لذوي العاضطرابات النفسية. كما توجد هناك عدد من الجمعيات الخيرية التي تقدم الخدمات «يقودها المستهلك». توجد أيضًا مجموعات المساعدة الذاتية / الدعم المتبادل ومراكز اليوم أو النوادي. ويجري حاليًا توظيف الموظفين ذوي الخبرة الحية كأخصائيين لدعم الأقران (متخصص دعم تعافي الأقران) ضمن فرق الصحة العقلية.

## مراكز العلاج التقليدية
توفر مراكز العلاج التقليدية خدمة شعبية ويمكن الوصول إليها في جميع أنحاء القارة الأفريقية ومناطق أخرى من العالم، وغالًبا ما تتعامل مع الاضطرابات النفسية.

## الخدمات القانونية
توجد خدمات قانونية لتنظيم الالتزام غير الطوعي أو الالتزام الطوعي بالمرضى الخارجيين والإشراف عليهم من الذين يعتقد أنهم يعانون من اضطرابات عقلية وأن يكونوا خطرًا على أنفسهم أو اآلخرين. تقدم بعض المنظمات القانونية خدمات متخصصة لأولئك الذين يعانون من اضطرابات عقلية. توجد أيضًا محاكم الصحة العقلية وهي محاكم متخصصة موجودة في بعض الأماكن لتوفير العلاج والإشراف على المجتمع المحلي بدلا من احتجاز مرتكبي الجرائم الذين يعانون من مرض عقلي.

## الحالة العالمية
وقد دعا فريق عالمي للصحة العقلية بالتنسيق مع منظمة الصحة العالمية إلى زيادة عاجلة في تمويل الخدمات المتعلقة بالاضطرابات النفسية في جميع البلدان وتوظيفها وتغطيتها، ولا سيما في البلدان المنخفضة الدخل والبلدان المتوسطة الدخل.
وفقًا لنموذج الانتعاش، يجب على الخدمات الصحية دائمًا دعم رحلة الفرد الشخصية من الانتعاش والاستقلال، ويمكن للشخص أو قد لا تحتاج إلى خدمات في أي وقت معين، أو على الإطلاق.
تتجه المملكة المتحدة نحو دفع مقدمي الخدمات الصحية النفسية من نتائج النتائج التي تحقق خدماتها.